# Ovidius albo Przeciwko płomienistej miłości ksiąg dwoje
Ovidius albo przeciwko płomiennej miłości ksiąg dwoje przez Malchera Kurzelowczyka w polski język z łacińskiego przełożone. Wszystkim stanu wszelakiego ludziom potrzebne i pożyteczne – polski przekład dzieła Owidiusza Lekarstwa na miłość (Remedia amoris) autorstwa Marchela Kurzelowczyka, wydany w Krakowie w drukarni Macieja Wirzbięty prawdopodobnie w 1584.
O autorze przekładu, Malcherze Kurzelowczyku (Maycherze z Kurzelowa) brak bliższych informacji. Tłumaczenie zostało wydane bez podania roku – 1584 jest datą przypuszczalną.
Tłumaczenie poprzedzone jest listem dedykacyjnych do Mikołaja Wolskiego. Z wydania zachowały się 222 wiersze (około 1/4 całości) z księgi pierwszej.